# Franco Baglioni
Franco Baglioni (Florencia, Italia, 17 de abril de 1909 - ?) fue un guionista de historietas y escritor italiano.

## Biografía
Empezó su carrera como escritor de novelas para chicos, algunos de los cuales fueron editados en la publicación Gazzettino dei Ragazzi. Colaboró con Giornale dei Viaggi e delle Avventure, Cartoccino dei Piccoli e Il Vittorioso. Guionizó las historietas de Amok (editorial Ippocampo, 1949-1950) y Frisco Bill (Edizioni Audace, la actual Sergio Bonelli Editore, 1948), con dibujos de Guido Zamperoni. Guionizó algunas aventuras de Il Giustiziere del West, Oesteada creada por Gian Luigi Bonelli.
Fundó la primera revista wéstern de Italia, donde escribió con su seudónimo Francis Gallagher, en 1949. En 1950, escribió los guiones de la historieta Alaska Gin para el editor Agostino Della Casa, dibujada por Carlo Cossio. Trabajó para la colección I Romanzi del Coyote, para Gli italiani nella seconda guerra mondiale (colección Eroica) y Nei secoli del mondo, audace, eroismi, avventure dell'umanità, una serie de libros ilustrados por Rino Albertarelli.